# Bibliothèque de Genève
Pour les articles homonymes, voir Bibliothèque publique et universitaire et BGE.
La Bibliothèque de Genève (BGE), est l'une des principales et des plus anciennes bibliothèques patrimoniales et encyclopédiques de Suisse. Elle est située à Genève et est créée de manière concomitante au Collège et à l'Académie fondés par Jean Calvin en 1559. De 1907 à 2006, elle est connue sous le nom de Bibliothèque publique et universitaire (BPU).
Elle est constituée d'une large collections d'imprimés ainsi que de collections patrimoniales ou plus spécialisés telles que celles des manuscrits ou des affiches. Avec le temps, trois sites spécialisés lui sont rattachés (Musée Voltaire, Centre d'iconographie, La Musicale). De par ses collections et les services qu'elle propose, la Bibliothèque est fréquentée aussi bien par la population genevoise que par des étudiants locaux ou des universitaires du monde entier.
La Bibliothèque de Genève est également chargée du dépôt légal. À ce titre, elle conserve toutes les publications imprimées (livres, périodiques et affiches) éditées dans le canton de Genève.

## Missions
La Bibliothèque de Genève a la charge de « conserver, d'enrichir, de mettre en valeur et de rendre accessible au public le plus large » le patrimoine intellectuel de Genève et de favoriser la culture, l'information, l'éducation et de la recherche « par tous les moyens appropriés ». Elle est à la fois une bibliothèque de conservation, une bibliothèque savante spécialisée dans les sciences humaines, une bibliothèque d'étude et d'information, une bibliothèque active dans le partage de la connaissance et une bibliothèque entretenant des relations avec les institutions comparables en Suisse et à l'étranger.
En matière d'acquisitions (achats, dons, échanges et dépôt légal), la Bibliothèque « agit en totale liberté, neutralité et curiosité culturelles, idéologiques, politiques, confessionnelles ».
Elle s'apparente donc à une « bibliothèque nationale », s'efforçant de couvrir de façon exhaustive trois pôles dits d'excellence :
- les Genevensia : documents édités à Genève, quel que soit leur sujet, et tous documents (en Suisse ou à l'étranger) dont l'auteur ou le sujet ont un rapport avec Genève ;
- la Réforme : ensemble des sujets utiles à la compréhension de la Réforme protestante ;
- les Lumières : domaines littéraires et scientifiques mais aussi ensemble des sujets utiles à la compréhension du XVIIIe siècle.

## Histoire

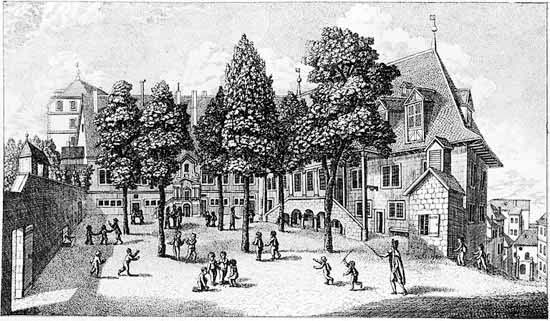
Collège Calvin où naît la bibliothèque

L'année 1539 voit l'institution du dépôt légal des imprimés à Genève, la plus ancienne au monde après le dépôt légal français datant de 1537. Vingt ans plus tard, en 1559, Jean Calvin fonde l'Académie de Genève ainsi que le Collège et créé la Bibliothèque en support de ces deux institutions. En 1562, la Bibliothèque de l'Académie est mentionnée pour la première fois, la seconde du genre après la Bibliothèque de Bâle.
En 1572, le premier catalogue recense 720 ouvrages. En 1612, un nouveau catalogue recense 1 200 ouvrages. En 1702 est publié le premier règlement de la bibliothèque qui est désormais ouverte au public sous conditions alors que le catalogue recense désormais 4 000 notices. En 1720, le théologien genevois Ami Lullin acquiert à Paris la collection de manuscrits enluminés d'Alexandre et Paul Petau et la lègue à la bibliothèque en 1756. En 1779, Jean Senebier rédige le Catalogue raisonné des manuscrits conservés dans la Bibliothèque de la Ville et République de Genève qui recense 31 000 volumes. En 1847, la nouvelle constitution genevoise confie la gestion de la Bibliothèque à la ville de Genève même si elle reste intimement liée à l'université.
En automne 1868 commence la construction de l'Université de Genève dans le Parc des Bastions. Le bâtiment comprend trois parties : un corps central contenant les salles de cours et laboratoires, deux ailes latérales contenant au nord le Museum et au sud la Bibliothèque. Le financement des deux ailes dédiées aux collections est assuré d'une part par la Ville de Genève et d'autre part par le mécène Gustave Revillod pour la Bibliothèque.

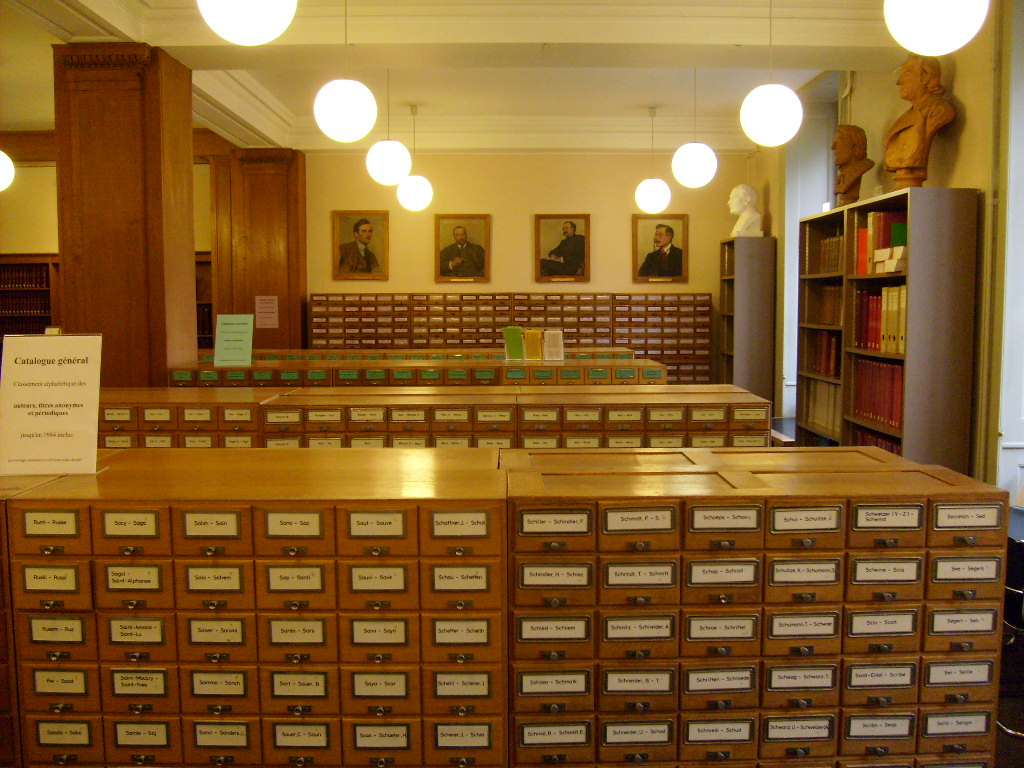
Salle du catalogue, avec le fichier central institué en 1903

En 1872, la Bibliothèque quitte les locaux du Collège pour s'installer dans le bâtiment qu'elle occupe désormais dans le parc des Bastions, dans l'aile sud de l'université. Elle compte alors 70 000 volumes qui sont recensés entre 1875 et 1899 dans le Catalogue de la Bibliothèque publique de Genève paru en neuf volumes. L'année 1878 voit la création d'un service de prêt entre bibliothèques avec les bibliothèques de Zurich, Bâle, Saint-Gall, Neuchâtel, Lausanne et Aarau. Avec le XXe siècle apparaît en 1903 le premier fichier général de la bibliothèque rédigé sur des fiches au format international. En 1905, une nouvelle salle de lecture est inaugurée tout comme des salles d'exposition. En 1907, l'institution prend la nouvelle dénomination de Bibliothèque publique et universitaire (BPU) mais se voit touchée par la suppression du dépôt légal.

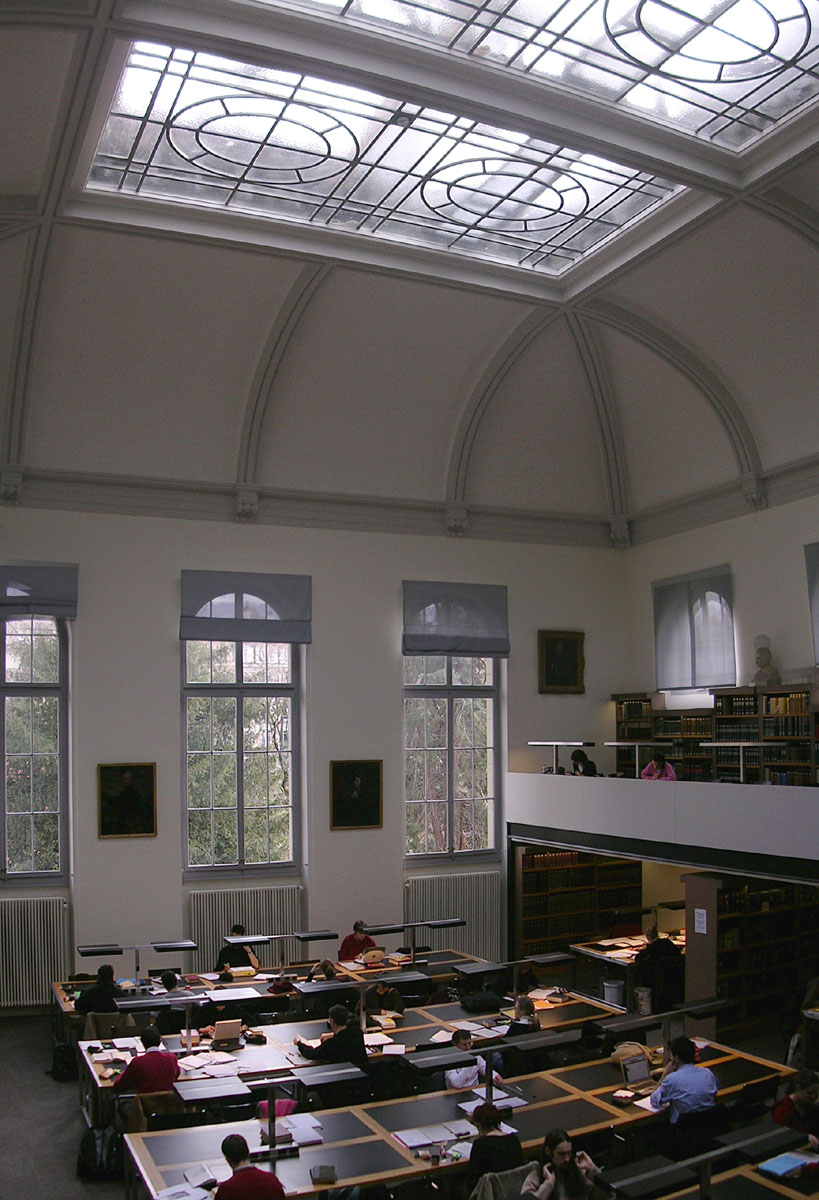
Vue de la salle de lecture rénovée en 2005.

Après la Première Guerre mondiale, sont créés un catalogue collectif des bibliothèques genevoises (1918) et un catalogue par matières (1922). Après la Deuxième Guerre mondiale, un projet de loi est déposé au Grand Conseil par Théodore de Félice et Marius Noul pour le rétablissement du dépôt légal qui ne sera rétabli que le 19 mai 1967. L'année 1954 voit l'inauguration de l'Institut et musée Voltaire, rattaché administrativement à la BPU, puis de la Bibliothèque musicale de la ville de Genève (1962), elle aussi rattachée administrativement à la BPU en 1998.
En 1984, un crédit pour la construction d'une annexe avec abri pour les biens culturels est voté. Cette même année, la BPU adhère au réseau romand des bibliothèques. Pour faciliter l'accès du public au document, une zone de libre-accès de 30 000 volumes est ouverte pour la première fois en 1999, période à laquelle la Bibliothèque est inscrite comme bien culturel suisse d'importance nationale. En 2002, un rapport intitulé Projet pour une bibliothèque de Genève propose une fusion avec les bibliothèques des facultés de lettres et de théologie de l'université. 2003 voit l'organisation de manifestations dans le cadre du tricentenaire de la refondation de la bibliothèque (1703). En 2005 est rénovée la salle de lecture qui se voit équipée d'un accès Internet public sans fil (Wi-Fi).
Alors qu'elle prend sa nouvelle dénomination de Bibliothèque de Genève en novembre 2006, l'institution met sur pied une importante exposition au musée Rath sur le thème Arts, savoirs, mémoire. Trésors de la Bibliothèque de Genève (23 novembre 2006-18 février 2007). À la suite de cela, est lancée une rénovation complète (2007-2008) de l'Espace Ami Lullin, la salle d'exposition.
Fin 2016, la majeure partie de la rétro-conversion du catalogue est achevée. Cette opération consiste à passer d'un catalogue sur fiches à un catalogue numérique. Cette évolution facilite les recherches documentaires en ligne du public ainsi que les projets de numérisation.
En 2018, le projet de déménagement de collections patrimoniales vers un dépôt adapté (l'Ecoquartier de la Jonction) débute,. Ce déménagement permet d'assurer une plus grande sécurité et de meilleures conditions de conservation pour les documents patrimoniaux. Dans un premier temps, les équipes sélectionnent et traitent les ouvrages concernés (estimés à environ 100 000). Dans un second temps, dès 2019, ces ouvrages sont déménagés dans le dépôt situé dans les sous-sols de l'immeuble d'habitation (propriété de la Ville de Genève), sis au n° 22 de la rue du Stand, au lieu-dit « écoquartier de la Jonction », dans le quartier de Plainpalais, commune de Genève.

## Collections et mise en valeur

### Imprimés

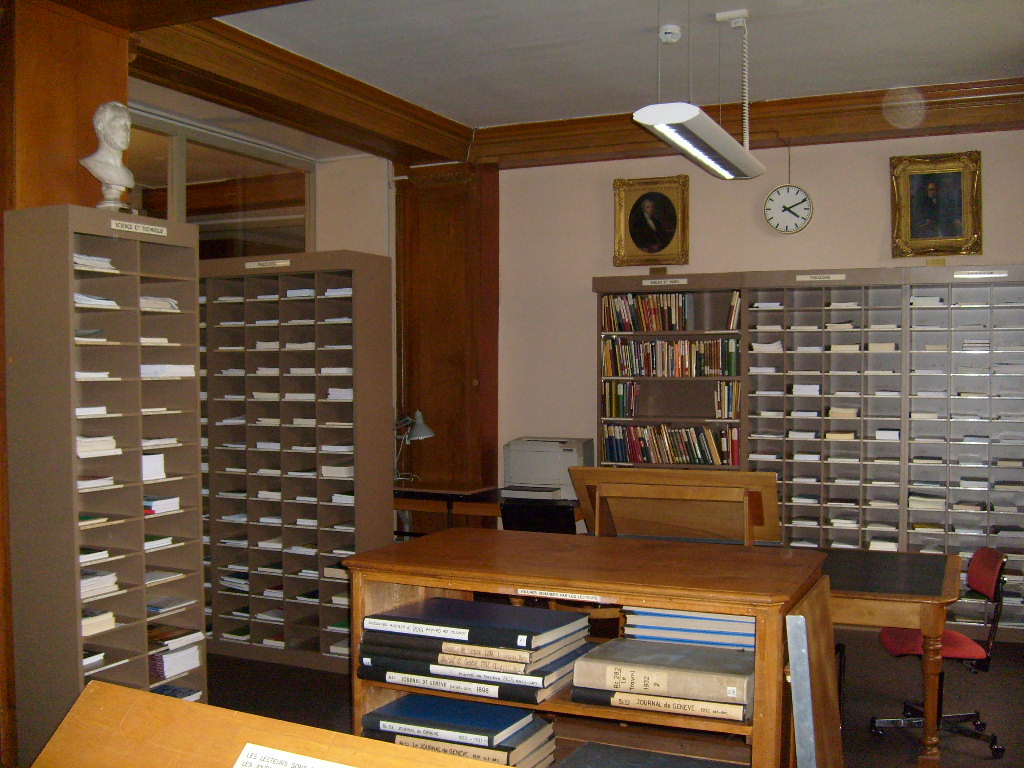
Salle des périodiques

La BGE annonce une collection d'imprimés de 2 070 000 volumes en 2007, couvrant tous les domaines du savoir. Cette collection d'imprimés constitue la part principale des collections de la bibliothèque. À partir du XXe siècle et en raison du nombre croissant de livres publiés, la bibliothèque se spécialise dans les sciences humaines.
Jusqu'en 2013, la Bibliothèque comportait ce qu'on appelle un Enfer.

### Manuscrits
Par la variété et la qualité de ses fonds, les collections de manuscrits sont l'un des fleurons de la Bibliothèque de Genève. rassemblent les papiers de personnalités genevoises (Jean Calvin, Jean-Jacques Rousseau, Horace-Bénédict de Saussure, Henri Édouard Naville, Émile Jaques-Dalcroze ou Nicolas Bouvier) ou liées à l'histoire de Genève, ainsi que des archives de familles, de sociétés savantes ou d'entreprises à caractère culturel. On y trouve aussi 2 000 papyrus, 350 manuscrits médiévaux ou encore une collection d'autographes.

Ces collections s'étendent sur 1 300 mètres de linéaires. Elles sont enrichies par des dons, des legs ou des acquisitions réalisées sur le marché.

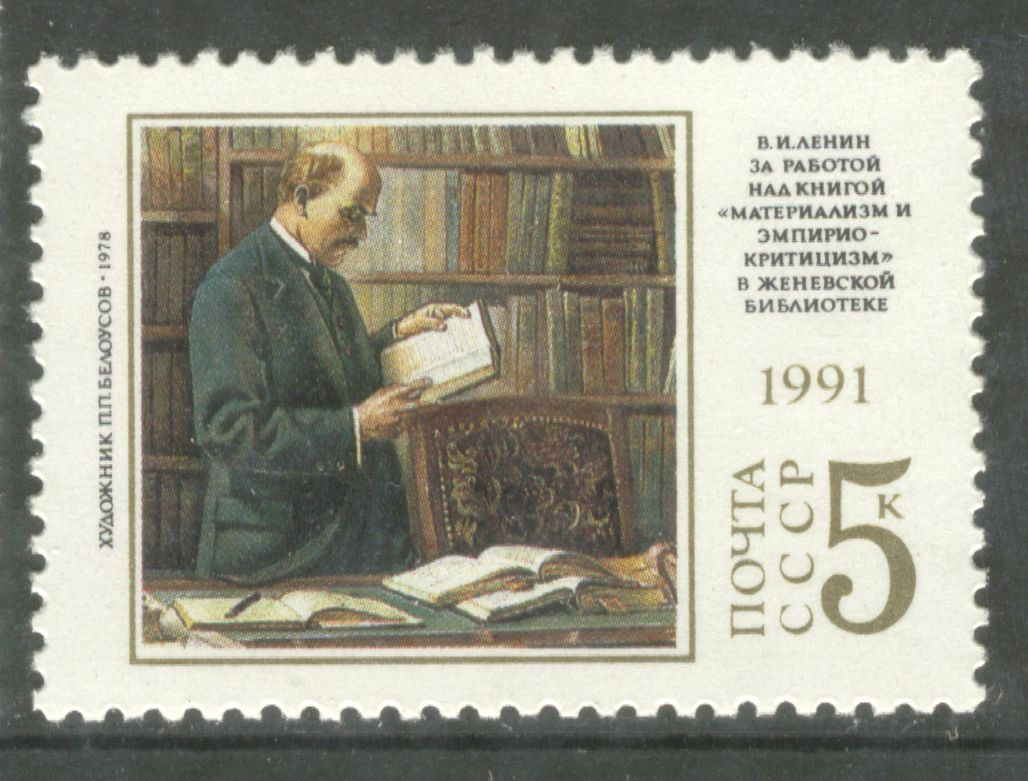
Lénine dans la Bibliothèque de Genève

### Cartes et plans
La collection des cartes comprend la première carte moderne du Léman par Antoine Chopy, datée de 1740. Mais elle s'est surtout constituée en 1893 avec le dépôt de quelque 7 000 documents par le géographe genevois Charles Perron (1837-1909), collaborateur d'Élisée Reclus pour sa Nouvelle géographie universelle. Les cartes documentant la ville et le canton de Genève sont conservées au Centre d'iconographie genevoise.
En 2007, la collection rassemble 26 820 pièces couvrant l'ensemble des régions du monde,. Les plus anciennes pièces datent du XVIe siècle.

### Affiches
Dans sa description des collections, la Bibliothèque de Genève indique posséder l'un des plus anciens et importants ensembles d'affiches de Suisse avec environ 100 000 affiches, les plus anciennes étant antérieures à la Réforme protestante et ayant trait aux indulgences dans le diocèse de Genève. Pour le XXe siècle, la bibliothèque possède un ensemble d'affiches artistiques et un fonds d'affiches sauvages des années 1968 à 1975. L'essentiel des enrichissements provient du dépôt légal et d'un accord avec la Société générale d'affichage.
Cette collection, d'importance patrimoniale culturelle, s'est notamment développée grâce au travail et à l'impulsion de Jean-Charles Giroud. Cette activité a permis l'enrichissement du catalogue collectif des affiches suisses et la mise en lumière du patrimoine typographique et graphique du pays. En 2014, le Conseil Fédéral a d'ailleurs inscrit ce patrimoine graphique et typographique dans sa liste en vue du classement de traditions suisses au patrimoine immatériel de l'UNESCO,.
Depuis 2001, la Bibliothèque de Genève organise des séries de conférences ("Les jeudis de l'affiche") aux thèmes variés afin d'exposer et expliquer ce patrimoine.

### Sculpture
Le Centre d'iconographie de la Bibliothèque de Genève conserve une centaine de bustes de personnalités liées à Genève et son histoire. Certains ont été réalisés par des sculpteurs genevois (par ex. James Pradier ou James Vibert) et ils témoignent de l'histoire de la sculpture à Genève. Lors des transformations de la Bibliothèque de Genève en 2019, ils ont été utilisés pour figurer dans les espaces publics. Cela a donné lieu à une analyse, une révision de l'inventaire et une nouvelle approche critique de ces collections historiques,.

## Numérique
Pour répondre à la dématérialisation de la société, la Bibliothèque de Genève développe son offre de contenu numérique à destination du public. Que ce soit des ouvrages, des journaux ou des articles techniques et scientifiques, une part importante des documents accessibles à la BGE aujourd'hui utilise ce type de support.
Depuis plusieurs années, la Bibliothèque de Genève et ses sites dépendants s'associent avec des partenaires externes institutionnels ou associatifs pour mener à bien des projets numériques de valorisation du patrimoine. Dans ce type d'approche, la Bibliothèque favorise l'accessibilité à ses collections et bénéficie en retour d'expositions sur de nouvelles plateformes technologiques ainsi qu'une meilleure intégration de ses collections avec celles d'autres institutions.
Ainsi, la Bibliothèque participe au côté de la HEPIA et des Archives d’État à un projet d'application cartographique sur Genève. Baptisé "GE200", ce site voit le jour en 2014 et permet aux utilisateurs d'accéder à des cartes de Genève et sa région de plusieurs époques et de pouvoir les comparer entre elles.
En 2017, le Centre d'iconographie collabore au projet "Genève 1850" dont l'objectif est de proposer au public une application de réalité virtuelle (site) issue du relief Magnin, une maquette de la ville de Genève en 1850. Pour l'occasion, le Centre d'iconographie fournit différents types d'images qui ont permis l'amélioration de la maquette numérique (détails architecturaux, etc.).

## Dépôt légal
Le dépôt légal à Genève est institué très précocement en 1539. Confiée initialement à la Bibliothèque, cette mission fut supprimée pendant 60 ans entre 1907 et 1967.
Depuis 1969, cette mission est définie par une loi cantonale (LILD). Ainsi, la Bibliothèque occupe une position particulière puisqu'elle est une institution municipale réalisant une tâche cantonale.
Le dépôt légal ne constitue pas une collection à part entière mais plutôt un mode d'acquisition. Comme l'explique le conservateur responsable en 2014, le dépôt légal entraîne l'acquisition relativement exhaustive du patrimoine imprimé local, quels que soient l'importance des publications, leur genre ou leur sujet. Les documents collectés grâce à cette méthode sont régulièrement utilisés dans des expositions d'importance variée puisqu'ils représentent la mémoire imprimée du territoire. La neutralité inhérente à l'exhaustivité rend ces documents appropriés pour illustrer des sujets politiques ou sociétaux importants ou polémiques.

## Dons, dépôts et acquisitions notables

### Dépôt de la Fondation des Archives Dufour
En 2015, la Bibliothèque de Genève reçoit un dépôt d'ouvrages, de manuscrits et d'objets rédigés ou ayant appartenu au général Guillaume-Henri Dufour. Ce dépôt réalisé par la Fondation des Archives Dufour est d'une grande importance patrimoniale. À cette occasion, la Bibliothèque organise une courte exposition et une conférence sur le général Dufour, insistant sur les traits humanistes et le caractère éclectique du personnage. Le président de la fondation et lui-même descendant du général, Jacques Reverdin, se réjouit de cette collaboration et de la mise en lumière de son aïeul qui en résulte.

## Expositions principales

### Zoé ou l’aventure (Couloir des coups d'œil, 10 février au 4 octobre 2025)
Zoé ou l’aventure vous raconte l’histoire des éditions Zoé. En publiant le travail de près de 400 auteurs et autrices – de Nicolas Bouvier à Elisa Shua Dusapin – la maison d’édition genevoise a su s’imposer avec passion et audace dans le paysage éditorial francophone. Les archives de la maison, aujourd’hui conservées par la Bibliothèque de Genève, offrent un éclairage inédit sur l’épopée de cette ambassadrice de la littérature suisse. Une histoire marquée de succès littéraires en Suisse et ailleurs, d’innovations et de découvertes. Offrez-vous un voyage au cœur d’archives vivantes du premier ouvrage imprimé en 1975 dans un garage aux grands prix de littérature.

### Grand Tour (Couloir des coups d'œil, 30 septembre 2024 au 25 janvier 2025)
Les photographes du 19e siècle nous ont laissé des images de monuments, de villes, de visages, mais aussi des moments de rencontre entre humains et nature. La montagne, ses glaciers, l’esprit de conquête des touristes qui s’y engagent suscitent une riche moisson de clichés. Les archives de l’atelier Jullien conservées par la Bibliothèque de Genève dévoilent une des premières phases de l’essor du tourisme occidental, construction sociale, économique et culturelle aujourd’hui devenue globale. Paradoxalement, l’environnement alpin admiré est immédiatement et invariablement standardisé et mué en marchandise. Aujourd’hui, ces photographies, devenues archives, révèlent la manière dont les interactions entre culture et nature participent d’une histoire commune.

### Clarté (Couloir des coups d'œil, 15 janvier au 14 septembre 2024)
L’immeuble Clarté est le seul édifice qui atteste des relations nouées entre Le Corbusier et Genève. Si le bâtiment est aujourd’hui inscrit sur la liste du patrimoine mondial de l’UNESCO, sa notoriété a été lente à se dessiner et il reste peu connu des Genevois·es. Par son caractère innovant, Clarté a séduit les photographes. Leurs images, aujourd’hui conservées à la Bibliothèque de Genève, permettent de retracer l’histoire visuelle de l’édifice et les mutations du quartier de Villereuse.

### La nuit de l’Escalade (Couloir des coups d'œil, 4 décembre 2023 au 6 janvier 2024)
Tradition vivante, l’Escalade est célébrée depuis le 17e siècle par les Genevois-es. Les publications en 1915 de La nuit de l’Escalade et du Siècle de la Réforme en 1917, deux ouvrages illustrés par Édouard Elzingre, ont permis de populariser l’événement et ont notamment influencé les costumes du cortège historique. Cette exposition virtuelle montre les images les plus marquantes de cette fameuse nuit du 11 au 12 décembre 1602. Ah! La belle Escalade!

### Fréd Boissonnas et la Méditerranée, une odyssée photographique (Musée Rath, 25 septembre 2020 - 31 janvier 2021)
En association avec le Musée d'art et d'histoire et l'Université de Genève, cette exposition présente la production photographique de Frédéric Boissonnas liée à ses voyages en Méditerranée, de la Grèce à Gibraltar, en passant par l'Italie et l'Égypte.

### Sans photographie (Août - Septembre 2016)
L'exposition s'intéresse à l'introduction de la photographie dans le monde culturel et de sa réception par le public. Des photographies mais également des affiches et des caricatures de ce nouveaux médias sont montrés. L'exposition a été organisée en collaboration avec la Fondation Auer Ory qui a mis à disposition la collection photographique de Michel et Michèle Auer.

### De l'argile au nuage, une archéologie des catalogues (2e millénaire av. J.-C - 21e siècle) (17 septembre - 21 novembre 2015
Organisé et présenté conjointement avec la Bibliothèque Mazarine (Paris), cette exposition propose une histoire des catalogues de bibliothèques et de leur méthode d'élaboration. Il s'agit d'une réflexion passée et future sur la collection et la présentation d'informations par les sociétés humaines,,,,.

### 500 ans au quotidien, histoire de femmes (Mars - Avril 2014) et 500 ans au quotidien, histoire de politicien-ne-s (Juin - Juillet 2014)
Par ce volet de deux expositions, la Bibliothèque a souhaité mettre en avant son dépôt légal. L'histoire et les figures genevoises relatives à ces deux thèmes, que ce soit Grisélidis Réal ou le débat sur la destruction des bains des Pâquis, sont retracés et décrits à travers des affiches ou des imprimés,,.

### Albert Gallatin, un genevois aux sources du rêve américain (Octobre 2011 - Mars 2012)
À l'occasion des 250 ans de la naissance d'Albert Gallatin, la Bibliothèque participe à une série d'expositions et de colloques sur ce personnage de l'histoire américaine. Dans sa présentation, la Bibliothèque met l'accent sur les travaux et les réflexions ethnographiques d'Albert Gallatin, notamment au sujet des amérindiens et de leur intégration dans la civilisation et la nation américaine naissante,.

## Liste des directeurs
- dès 02/2019 : Frédéric Sardet, ancien directeur des Bibliothèques et Archives de la Ville de Lausanne[48]
- 2018 - 01/2019 : Carine Bachmann, a.i.
- 2012 - 03/2018 : Alexandre Vanautgaerden, ancien conservateur de la Maison d'Érasme[49].
- 2008 - 2012 : Jean-Charles Giroud, ancien conservateur à la Bibliothèque de Genève.
- 1993 - 2007 : Alain Jacquesson, ancien directeur des bibliothèques municipales de Genève.
- 1983 - 1993 : Gustave Moeckli, anciennement professeur assistant d'informatique à l'Université.
- 1974 - 1982 : Paul Chaix.
- 1959 - 1974 : Marc-Auguste Borgeaud, ancien sous-directeur de la Bibliothèque de Genève.
- 1953 - 1959 : Auguste Bouvier, père de l'écrivain Nicolas Bouvier.
- 1938 - 1953 : Henri Delarue, ancien conservateur de la Bibliothèque de Genève.
- 1906 - 1937 : Frédéric Gardy, ancien conservateur de la Bibliothèque de Genève.
- 1899 - 1906 : Hippolyte Aubert, ancien conservateur de la Bibliothèque de Genève.
- 1885 - 1898 : Théophile Dufour, ancien directeur des Archives d'État.
- 1857 - 1884 : François Gas.

Remarque : établi à partir des archives municipales (notamment : site 1842-2000 et site 2000-actuel)

## Institutions dépendantes
- Musée Voltaire, bibliothèque consacrée à Voltaire et au XVIIIe siècle ;
- La Musicale, bibliothèque consacrée aux collections de musique imprimée ;
- Centre d'iconographie, centre consacré au patrimoine visuel genevois.